# 12358 Azzurra
12358 Azzurra eller 1993 SO2 är en asteroid i huvudbältet som upptäcktes den 22 september 1993 av den italienska astronomen Antonio Vagnozzi vid Santa Lucia Stroncone-observatoriet. Den är uppkallad efter upptäckarens barnbarn Azzurra.
Asteroiden har en diameter på ungefär 12 kilometer.